# Nick Rhodes
Nick Rhodes, (født Nicholas James Bates 8. juni 1962) er en engelsk musiker (keyboards/synthesizer) som i 1978 dannede bandet Duran Duran sammen med John Taylor og Stephen Duffy. Nick Rhodes er det eneste medlem af bandet, som uafbrudt har været med i gruppen. I 1983 producerede han gruppen Kajagoogoos debutsingle Too Shy, som gik ind på førstepladsen på den engelske hitliste og blev et kæmpe hit for gruppen. I 1985 dannede han sammen med de to andre Duran Duran-medlemmer Simon Le Bon og Roger Andrew Taylor fritidsbandet Arcadia, som udsendte albummet So Red The Rose. I 1999 fandt han sammen med bandets første forsanger Stephen Duffy, og de indspillede et enkelt album under navnet The Devils. Under indspilningerne til Duran Duran-albummet Astronaut arbejdede Nick Rhodes også i studiet med bandet The Dandy Warhols som medproducer på albummet Welcome To the Monkey House, hvor han desuden spiller synthesizer på 9 af pladens 13 numre.